# Tylomys fulviventer
Tylomys fulviventer är en däggdjursart som beskrevs av Anthony 1916. Tylomys fulviventer ingår i släktet centralamerikanska klätterråttor och familjen hamsterartade gnagare. Inga underarter finns listade i Catalogue of Life.
För en individ registrerades en kroppslängd (huvud och bål) av 218 mm och en svanslängd av 233 mm. Pälsen blir från den mörkbruna ovansidan till undersidan ljusare brun. Tylomys fulviventer har mörka extremiteter och svansen är nära bålen grå samt efter hälften köttfärgad. Honans fyra spenar ligger vid ljumsken.
Denna gnagare är bara känd från ett mindre område i södra Panama. Regionen ligger 600 till 1200 meter över havet. Artens status är omstridd. Det kan vara samma art som Tylomys panamensis.
Födan utgörs antagligen av blad, frön och frukter. Ett exemplar iakttogs på marken.
Populationens storlek är okänd. IUCN kategoriserar arten globalt som otillräckligt studerad.